# Tears cyclone -廻-
『tears cyclone -廻-』（ティアーズ・サイクロン・かい）は、KOTOKOの7枚目のオリジナルアルバム。2018年6月27日にNBCユニバーサルから発売された。

## 概要
前作『空中パズル』から実に約5年ぶりとなるアルバムで、NBCユニバーサル復帰後では初のリリースとなるメジャー流通CD。
KOTOKOのメジャーデビュー15周年を記念した2部作アルバム『tears cyclone』の第1弾。「原点 "廻" 帰」と銘打たれ、KOTOKOが2011年まで所属していた音楽制作プロダクションI'veの代表クリエイターである高瀬一矢との完全コラボレーション作品となっている。KOTOKOと高瀬の共作による書き下ろし新曲10曲に加え、先行タイアップ曲としてPCゲーム『BALDR HEART』オープニングテーマ「Sign of suspicion」や、テレビアニメ『蒼の彼方のフォーリズム』エンディングテーマ「a-gain」のセルフカバーが収録されている。
早期購入特典として特定の店舗で購入すると、Rayの楽曲「sign」を元I'veクリエイターの中沢伴行がリミックスした「sign -KOTOKO ver.-」を収録したCDが先着で付属する。
アルバムの表題曲「廻-Ro-ration-」はミュージック・ビデオが制作されているが、アルバム本体には収録されておらず、『KOTOKO LIVE TOUR 2018 [tears cyclone-廻-]』のライブグッズパンフレットの付属ディスクに収録されている。
本作のテーマ「原点 "廻" 帰」というのは、NBCユニバーサルから出すことが原点回帰と、本人の所属していたI'veの高瀬一矢とタッグを組むことになったこと。これはNBCユニバーサルのプロデューサー・西村潤からの提案だった。しかし、輪廻転生に関連して哲学的な意味も持っている。

## チャート成績
2018年7月9日付のオリコン週間アルバムチャートで初登場29位を記録し、初動売上は3,037枚を記録した。

## 批評
音楽出版社の音楽雑誌『CDジャーナル』は、「高速ダンス・ビートが弾けるトラックの上を跳ねるように歌うヴォーカルが心地いい」と批評した。

## 収録曲
| 全作詞: KOTOKO、全編曲: 高瀬一矢。 |                                   |           |          |      |
| #                                  | タイトル                          | 作詞      | 作曲     | 時間 |
| 1.                                 | 「nonfiction ～悪魔の棲む惑星～」 | KOTOKO    | 高瀬一矢 | 5:32 |
| 2.                                 | 「雲雀」                          | KOTOKO    | KOTOKO   | 6:27 |
| 3.                                 | 「夏恋」                          | KOTOKO    | KOTOKO   | 4:46 |
| 4.                                 | 「Onyx」                          | KOTOKO    | 高瀬一矢 | 4:39 |
| 5.                                 | 「effacer」                       | KOTOKO    | 高瀬一矢 | 5:25 |
| 6.                                 | 「Sign of Suspicion」             | KOTOKO    | 高瀬一矢 | 3:57 |
| 7.                                 | 「a-gain -KOTOKO ver.-」          | KOTOKO    | 高瀬一矢 | 4:12 |
| 8.                                 | 「回転木馬」                      | KOTOKO    | KOTOKO   | 3:52 |
| 9.                                 | 「ミュゲの花束を、君へ」          | KOTOKO    | 高瀬一矢 | 5:06 |
| 10.                                | 「dusty days」                    | KOTOKO    | 高瀬一矢 | 4:02 |
| 11.                                | 「SA*KU*RA 白書」                 | KOTOKO    | 高瀬一矢 | 4:26 |
| 12.                                | 「廻-Ro-tation」                  | KOTOKO    | 高瀬一矢 | 4:25 |
| 合計時間:                          | 合計時間:                         | 合計時間: | 56:49    |      |

| #         | タイトル               | 作詞      | 作曲      | 編曲      | 時間 |
| --------- | ---------------------- | --------- | --------- | --------- | ---- |
| 1.        | 「sign -KOTOKO ver.-」 | KOTOKO    | 折戸伸治  | 中沢伴行  | 5:01 |
| 合計時間: | 合計時間:              | 合計時間: | 合計時間: | 合計時間: | 5:01 |

## 楽曲解説
nonfiction ～悪魔の棲む惑星～
最初には「廻-Ro-tation」を1曲目にする予定だったが、KOTOKOがこの曲を聴いたらオープニングっぽいだと思って、歌詞が出来たとき、1曲目にしようと決めた。物語性のある曲で、本人が「人間どこかで悪魔の部分を持っている」「人は生まれながらにして悪魔である」などの考えを込めて歌詞を書き、「＜大きな声で叫び表れた　小さくて儚いモノのふりをした悪魔＞って人間が産まれたところからこのアルバムをスタートさせていきました。その悪魔がどうなっていくのかって物語が、実はアルバムの半分まで続くんです」とコメントした。
夏恋
本曲は「LOVE A RIDDLE」のコード進行を真似た上で作った。
Sign of Suspicion
PCゲーム『BALDR HEART』オープニングテーマ
a-gain -KOTOKO ver.-
Rayに提供した楽曲のセルフカバー。原曲はテレビアニメ『蒼の彼方のフォーリズム』エンディングテーマ。
ミュゲの花束を、君へ
ウェディングソングを想定して書かれた曲となった。
dusty days
本曲については本人曰く「青春ソングで、アルバムのなかでは珍しいロックテイストの曲ですね。最初はデジタルでまとめようと思っていたんですけど、Outerってユニット名義でパンク系の曲をやってて、そのテイストを入れたいと思っていたんです。」とのこと。
廻-Ro-tation
アルバムの表題曲で、本人が歌詞はアルバム全体を歌う内容にしようと思って書いていたと語った。本人曰く「人の心を考察した曲で、人間は生きていくなかで回路を廻(めぐ)っていく＝「廻-Ro-tation」って意味で作った曲です。そうやって廻り廻って人が人と関わって...そのなかで、涙はつきものだなとずっと感じていて。それはアルバムタイトルの意味にも繋がるんですが、そういったことをテーマにしようと」とのこと。